# یدوفن‌پراپیت
یدوفن‌پراپیت (به انگلیسی: Iodophenpropit) با فرمول شیمیایی C۱۵H۱۹IN۴S یک ترکیب شیمیایی با شناسه پاب‌کم ۳۰۳۵۷۴۶ است. که جرم مولی آن ۴۱۴٫۳۰۷۶۳ g/mol می‌باشد. 